# Аунапу, Фердинанд Фердинандович
Фердинанд Фердинандович Аунапу (1909—1979) — советский промышленный деятель и учёный, доктор экономических наук (1970), профессор (1960), член Объединённого учёного Совета по экономическим наукам Сибирского отделения Академии наук СССР.

## Биография
Родился 14 июня 1909 года в Петергофе (по другим данным в посёлке им. Володарского Красносельского района Ленинградской области). Его отец-эстонец имел собственные изобретения в области механики.
В 1922 году поступил учиться на факультет теплотехники в Ленинградский механический техникум. По окончании техникума, с 1927 года работал теплотехником на Ленинградском заводе «Красный судостроитель». Затем окончил Ленинградский механический институт (ныне Балтийский государственный технический университет «Военмех»), получив квалификацию инженера-теплотехника.
С 1936 года Фердинанд Аунапу занимал должность заместителя главного конструктора завода им. Куйбышева в Ленинграде. В этом же году в составе группы инженеров был командирован в США для изучения производства карбюраторов. После начала Великой Отечественной войны он был организатором эвакуации завода в город Куйбышев (ныне Самара) и налаживания там производства.
После войны был направлен на Алтай, где строился Алтайский завод тракторного электрооборудования в Рубцовске, на котором он проработал в должности директора с 1953 по 1955 год. После этого с 1955 года в Барнауле занимался строительством комбайносборочного завода и в этом же году был назначен его директором. В 1959 году Ф. Ф. Аунапу было поручено руководство строительством приборостроительного завода «Ротор».
Будучи членом КПСС, Фердинанд Фердинандович входил в состав Барнаульского горкома КПСС, был депутатом городского Совета и одновременно читал лекции в Алтайском политехническом институте (ныне Алтайский государственный технический университет). В 1960 году ВАК СССР утвердила его в звании профессора по экономике и организации машиностроения; в этом же году он был утверждён на должность проректора Алтайского политехнического института. В 1969 году защитил докторскую диссертацию на тему «Совершенствование управления промышленными предприятиями».
Умер в 1979 году в Барнауле.
Был награждён орденами «Красной Звезды», «Трудового Красного Знамени», «Знак Почёта» и медалями, в числе которых «За доблестный труд в Великой Отечественной войне 1941—1945 гг.». Удостоен звания «Заслуженный деятель науки и техники РСФСР» (1979). В декабре 2009 года в Алтайском университете Ф. Ф. Аунапу была открыта памятная доска.